# アカントーデス
アカントーデス ( Acanthodes ) あるいはアカントデスは、古生代石炭紀からペルム紀にかけて生息していた魚類の絶滅した属。学名は「棘のある」という意味。硬骨魚と軟骨魚の両方の特徴を併せ持つ棘魚類に属する。棘魚類の中では最も新しい年代に現れた分類群である。

## 形態

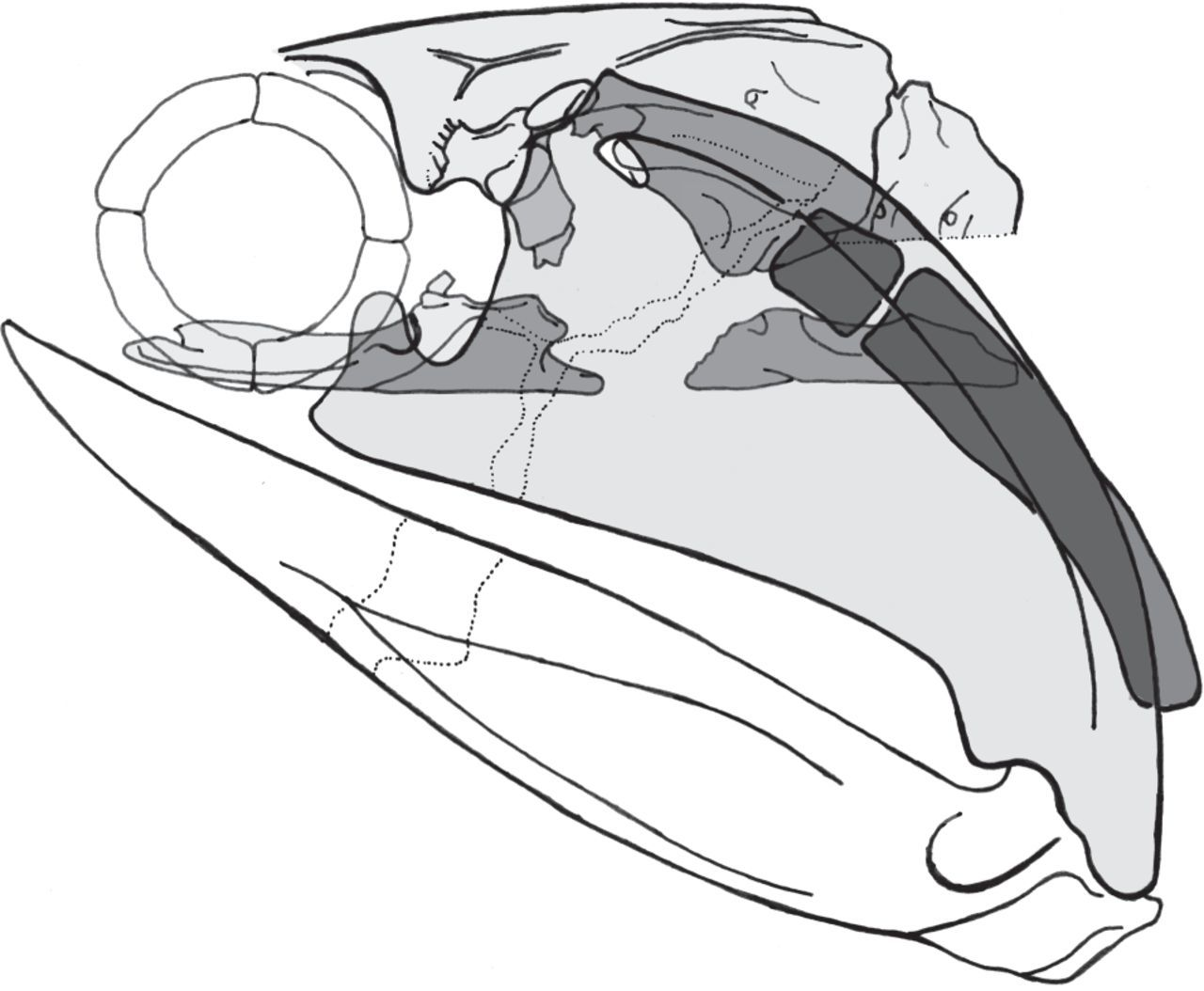
A. bronni の骨格

全長は少なくとも41 cmを超えていた。体は細長く、胸鰭は1対で棘状になっており、背鰭は1基で後方にあり、腹鰭は長い1基、臀鰭は棘条で支えられていた。全身に鱗があり、その形は場所によって異なっていた。脊椎は骨化していないことが多かった。始原的な顎を持つが歯は無く、プランクトンなどを濾過摂食していたと考えられている。A. bridgei のよく保存された標本から、アカントーデスには視細胞が存在しており、色覚があったと考えられている。

## 生態
化石はヨーロッパ、アフリカ、北アメリカとオーストラリアで発見されている。淡水湖や塩水のラグーンに生息していたことが判明している。ペルム紀前期にドイツの淡水湖に生息していた A. bronni は、分椎目のアルケゴサウルス、チェリデルペトンに捕食されていた。浮遊生物を捕食するため、口は大きく開いた。

## 分類
分類には混乱が生じていたが、2010年代に頭蓋骨の形態に基づき、軟骨魚類のステムグループである多系統群だと判明した。伝統的にアカントーデス目に分類されているが、側系統群と考えられている。

## 下位分類
以下の種が分類されている。
- Acanthodes bronni Agassiz, 1833 (タイプ種) ペルム紀後期、ドイツ
- Acanthodes bourbonensis Heidtke, 1996 ペルム紀前期、フランス
- Acanthodes boyi Heidtke, 1993 ペルム紀前期、ドイツ
- Acanthodes bridgei Zidek, 1976 石炭紀後期、アメリカ合衆国カンザス州
- Acanthodes fritschi Zajic, 1998 石炭紀後期、チェコ共和国
- Acanthodes gracilis (Beyrich, 1848) ペルム紀前期、チェコ共和国、ポーランド、ドイツ
- Acanthodes kinneyi Zidek, 1992 石炭紀後期、アメリカ合衆国ニューメキシコ州
- Acanthodes lopatini Rohon, 1889 石炭紀前期、ロシア連邦クラスノヤルスク地方
- Acanthodes luedersensis (Dalquest et al., 1988) ペルム紀前期、アメリカ合衆国テキサス州
- Acanthodes lundi Zidek, 1980 石炭紀後期、アメリカ合衆国モンタナ州
- Acanthodes nitidus Woodward, 1891 石炭紀前期、スコットランド
- Acanthodes ovensi White, 1927 石炭紀前期、スコットランド
- Acanthodes sippeli Heidtke, 1996 石炭紀後期、ドイツ
- Acanthodes stambergi Zajic, 2005 ペルム紀前期、チェコ共和国
- Acantodes sulcatus Agassiz, 1835 石炭紀前期、スコットランド
- Acanthodes tholeyi Heidtke, 1990 ペルム紀前期、ドイツ
- Acanthodes wardi Egerton, 1866 石炭紀後期、イングランド、スコットランド